# Goyard
Goyard，或譯為高雅德，是法國皮包生產商，以拒絕廣告、維持自己的神秘性而知名。

## 歷史
前身則可以追溯1792年皮埃爾-弗朗西斯科·馬丁（Pierre-François Martin）在巴黎建立的一個箱包店。馬丁無子繼承家業，他收養的女兒寶林（Pauline）嫁給了店裡的員工路易-亨利·莫雷爾（Louis-Henri Morel），嫁妝就是商店本身。
1845年，弗朗西斯科·高雅德（François Goyard）到莫雷爾的店裡当学徒，1852年莫雷爾去世後掌管商店。1885年他又把商店交給了自己的儿子艾德蒙（Edmond）。之後它一直掌握在高雅德家族手中，直至1998年被珍-米切爾·西尼奥勒（Jean-Michel Signoles）買下。

## 外部連接
- 官方网站 （法文）
- 官方網站 （页面存档备份，存于）（中文）